# Лікарівщина
Лі́карівщина —  село в Україні, у Роменському районі Сумської області. Населення становить 38 осіб. Входить до складу Вільшанської сільської громади.

## Географія
Село Лікарівщина знаходиться на березі безіменного струмка, який через 2 км впадає в річку Вільшанка. На відстані 0,5 км розташовані села Мірки і П'ятидуб.

## Історія
12 червня 2020 року, відповідно до розпорядження Кабінету Міністрів України № 723-р «Про визначення адміністративних центрів та затвердження територій територіальних громад Сумської області», село увійшло до складу Вільшанської сільської громади.
19 липня 2020 року, в результаті адміністративно-територіальної реформи та ліквідації Недригайлівського району, громада увійшла до складу новоутвореного Роменського району.

## Населення

### Мова
Розподіл населення за рідною мовою за даними перепису 2001 року:
| Мова       | Кількість | Відсоток |
| ---------- | --------- | -------- |
| українська | 37        | 97.37%   |
| російська  | 1         | 2.63%    |
| Усього     | 38        | 100%     |